# 情报通信研究机构
國立研究開發法人情報通信研究機構（日语：／ Jōhōtsūshinkenkyū Kikō，簡寫為）是隶属于日本总务省的独立行政法人機構（國立研究開發法人）。该机构成立于2004年4月，目前总部位于日本东京都小金井市，主要进行信息技术领域的研究和开发，同时对信息通信提供业务支持，目前的理事长是徳田英幸。

## 历史沿革
日本的情报通信研究机构的历史可以追溯到1896年10月遞信省的“电气试验所”成立无线电通信研究部门。1948年6月，“电波物理研究所”划归文部省管辖。1952年8月，邮政省成立“电波研究所”。1988年4月，电波研究所更名为“通信综合研究所”。2001年4月，通信综合研究所随着日本政府机构的调整划归总务省，并成为独立行政法人。
另一方面，1979年8月，日本设立“通信·放送卫星机构”，负责卫星通信和广播的管制服务，并于1992年10月更名为“通信·放送机构”。2002年3月，该机构终止卫星管制的业务，自此其主要业务为通信和广播技术的研究和开发。
2004年4月，日本政府决定合并原有“通信综合研究所”和“通信·放送机构”，成立“情报通信研究机构”。

## 组织机构
情报通信研究机构目前在日本各地设有15处研究所、3处观测站和2处无线电发射站，其研发机构分为7个研究部门。
第一研究部门
下一代网络技术的基础研究部门，下设：下一代网络技术研究中心、下一代无线技术研究中心和未来信息通信技术研究中心
第二研究部门
通用通信技术的基础研究部门，下设：知识创新通信技术研究中心和通用媒介研究中心
第三研究部门
信息通信安全技术的基础研究部门，下设：信息通信安全技术研究中心和电磁波计量研究中心
联合研究部门
下设：JGNII项目推进研究中心
研究推进部门
主要负责各种研究的成果转化，知识产权的确立，以及各个领域的国际合作，并负责其成果的JIS或ISO标准化工作。
基本研究促进部门
主要负责公开招募民间无法进行的高风险研究、招募海外科研人员。
信息通信振兴部门
主要为信息通信行业的创业者提供信息，并对创业和基础设施的建设提供资助和业务支持。

## 公共服务

### 标准频率和时间
根据日本法律，情报通信研究机构是设定标准频率和时间的官方机构，并负责标准电波和时间的发送工作。
情报通信研究机构采用一个特定的测量系统每天一次对其放置于4个钟室的铯原子钟和氢微波发射器原子钟进行时差的测量，通过平均、合成这些原子钟的时间，得到该机构的世界协调时，并在此基础上增加9个小时成为日本标准时。在使用氢原子钟之前，其世界协调时与国际度量衡局的差距在±50纳秒以内，在2006年2月7日引入氢原子钟后，目前的差距在±10纳秒以内。
两座标准电波的发射台位于福岛县田村市的大鹰鸟谷山上和佐贺县佐贺市的羽金山上，無線電呼號「JJY」，发射频率为40千赫兹及60千赫兹。除了接收长波电台的广播外，情报通信研究机构还通过NTP服务以及电话回路提供标准频率和时间的服务。

### 宇宙天气预报
为减少磁暴对信息通信活动带来的损失，情报通信研究机构还对磁场的状态进行观测，并提供宇宙天气预报的服务，发布太阳活动、电离层观测和地磁活动的有关信息。